# Антемий (префект)
Флавий Анфемий или Флавий Анфимий, или Флавий Антемий (лат. Flavius Anthemius) — высокопоставленный чиновник времён поздней Римской империи (400—414).
Более всего выделяется в качестве главы Преторианской префектуры Востока и эффективного регента Византийской империи во время правления императора Восточной Римской империи (старшего сына императора Феодосия I и Флациллы) Флавия Аркадия и в первые годы царствования его сына императора Феодосия II. Помимо этого, Флавий Анфемий вошёл в историю Византийской империи как человек, инициировавший и начавший строительство Стен Константинополя.

## Биография
Анфемий был внуком римского военачальника и консула (в правление императора Констанция II) Флавия Филиппа, который в 346 году также занял должность префекта претория Римской империи.
В 405 году Флавий Анфемий был назначен консулом в Западной и Восточной Римской империи (в Западной империи в то время эту должность занимал Флавий Стилихон), и после смерти Августа, при помощи Элии Евдоксии ему удалось занять и должность префекта претория; таким образом, он стал вторым самым влиятельным человеком в Восточной империи после императора Запада.
28 апреля 406 года Антемий был возведен в ранг патриция. Об уважении, которым пользовался Флавий Антемий, можно судить по поздравительному письму, присланному ему Иоанном Златоустом по поводу получения высшего титула, в котором последний восхвалял честность и неподкупность Антемия.
Со временем Антемий отошёл от дел Западной империи в целом и, сосредоточившись исключительно на востоке, продолжал последовательную политику своего предшественника, всеми силами пытаясь сохранить независимость и целостность Восточной империи. Это привело его к конфликту со всемогущим Флавием Стилихоном, который хотел забрать из префектуры Иллирии войска и подданных Восточной империи и переправить их на Запад. Антемий резко возражал, ибо ему в то же время приходилось вступать в постоянные стычки с войском короля вестготов Алариха I, а также подавлять бунты в Исаврии и Малой Азии, к которым нередко подстрекали шпионы Алариха I.
Кроме того, Флавий Антемий проводил довольно веротерпимую политику. Во время его регентства не издавалось новых законов, направленных против язычества, иудаизма и ересей.

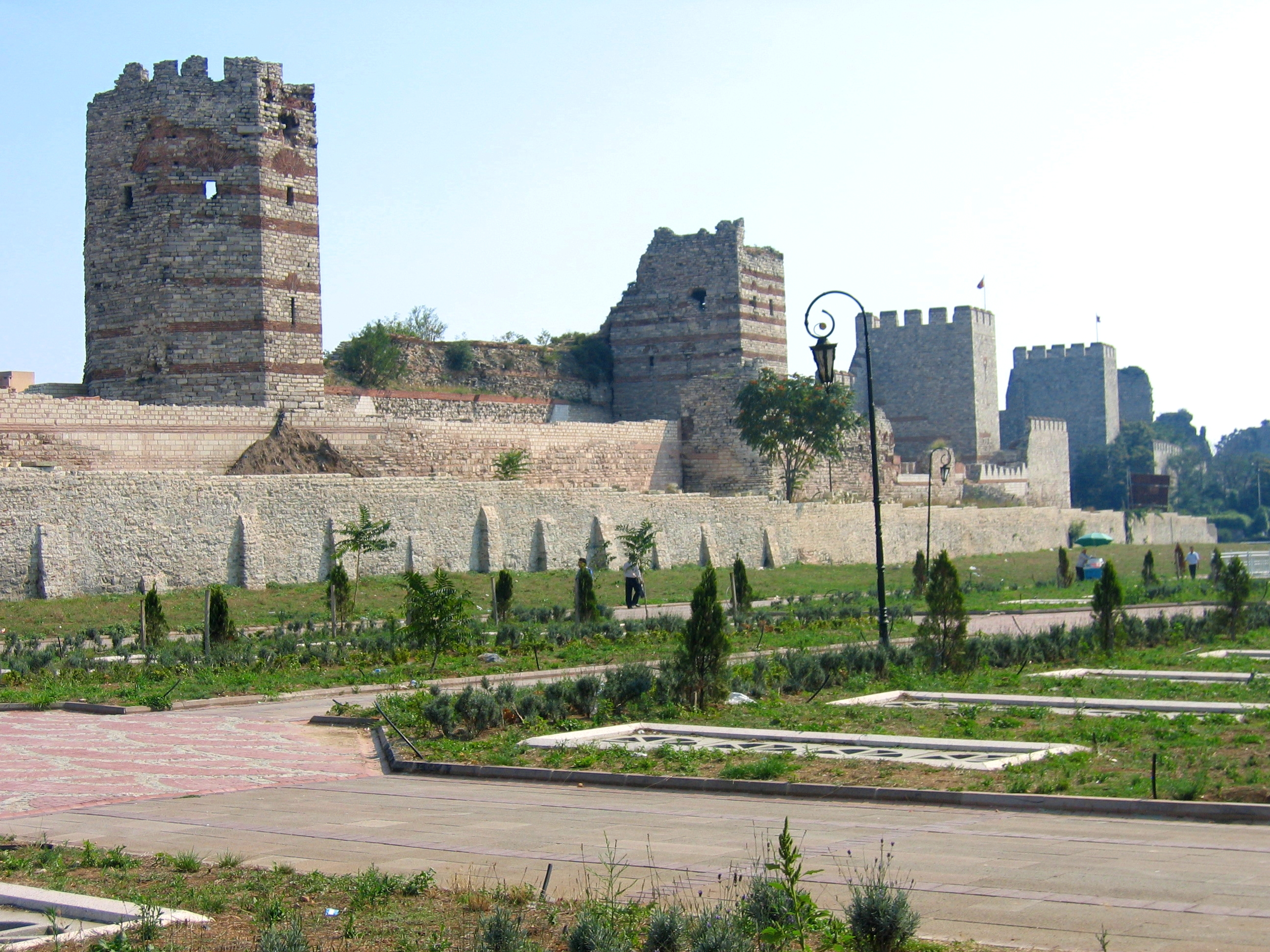
Стены Константинополя

После смерти императора Аркадия римский престол унаследовал его сын и наследник Феодосий II, которому едва исполнилось семь лет. Антемию было предложено регентство, и он оправдал ожидания, показав на новом поприще настоящий талант. Он инициировал новый мирный договор с Персией, а также, благодаря смерти Стилихона, был в состоянии восстановить равновесие в отношениях имперских судов в Константинополе и Равенне. Он значительно усилил районы близ Дуная, который защищал провинции Мезия и Скифия, после успешного отражения вторжения, организованного в 409 году гуннским королём Улдином.
Огромная заслуга Антемия состоит и в том, что он реорганизовал способы поставки в Константинополь зерна, которое, в основном, закупалось в Египте. Перебои с поставками в 408 году привели к настоящему голоду, и, во избежание повторения подобного, уже в 409 году зерно стали закупать также и у других импортёров.
Ирландский историк-византинист Джон Багнелл Бьюри назвал Антемия «вторым основателем Константинополя» за возведение Константинопольских стен, строительство которых продолжалось с 408 по 413 год включительно, и значение которых в то время сложно переоценить.
В 414 году префект Антемий внезапно исчез со сцены, и регентство было возложена на Элию Пульхерию Августу, а руководство префектурой принял на себя Аврелий.
Дальнейшая судьба Флавия Антемия неизвестна.

## Потомки
Через брак его дочери с магистром Прокопием, он стал дедом будущего императора Прокопия Антемия. Он также был отцом Антемия Исидора, который в 436 году стал римским консулом.